# Armadillidium beieri
Armadillidium beieri är en kräftdjursart som beskrevs av Hans Strouhal 1937. Armadillidium beieri ingår i släktet Armadillidium och familjen klotgråsuggor. Inga underarter finns listade i Catalogue of Life.